# Julius Campe

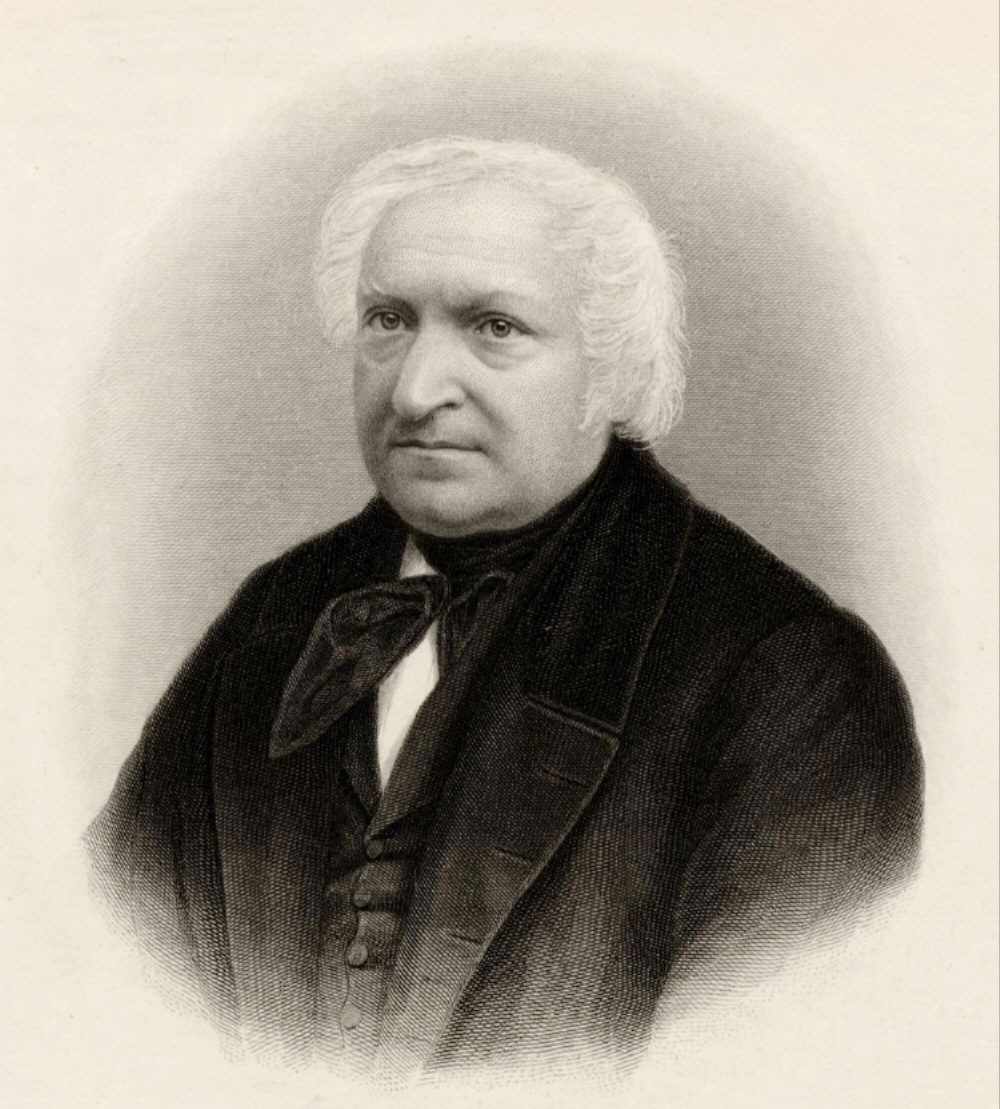
Julius Campe

Julius Johann Wilhelm Campe (* 18. Februar 1792 in Deensen; † 14. November 1867 in Hamburg), Neffe von Joachim Heinrich Campe, war ein deutscher Verleger. Er entstammte einer Verlegerdynastie und übernahm 1823 den Verlag Hoffmann und Campe in Hamburg.

## Biographie

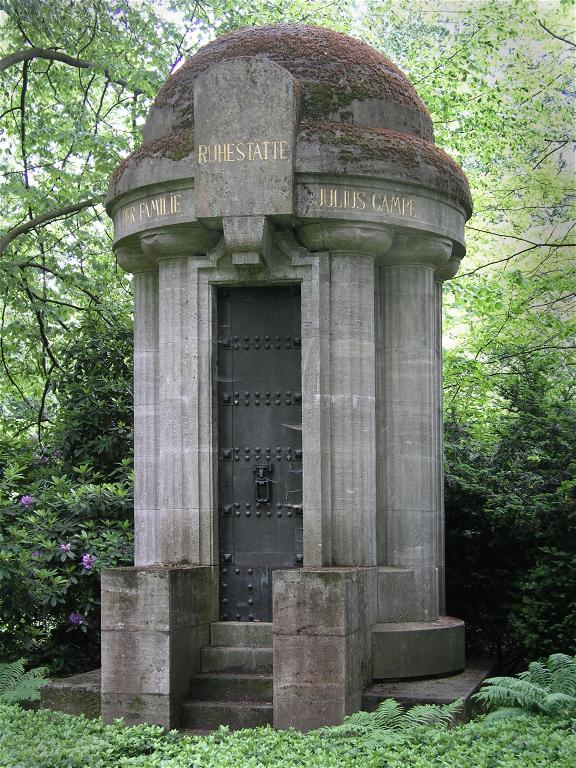
Grabmal der Familie Julius Campe auf dem Friedhof Ohlsdorf

Campe ging in der Verlagsbuchhandlung seines Halbbruders August Campe (1772–1836) und bei weiteren Verlagen in die Lehre und nahm dann an den Befreiungskriegen teil. 1816 verließ er den preußischen und braunschweigischen Militärdienst und kehrte nach einer zweijährigen Italienreise zu „Hoffmann & Campe“ nach Hamburg zurück.
1823 übernahm er die Leitung des Verlages, den er – besonders seit seiner Bekanntschaft mit Heinrich Heine – zu einem Zentrum der oppositionellen Literatur der „Ära Metternich“ ausbaute. Trotz der rigiden Zensurmaßnahmen, die 1841 im Verbot der gesamten Produktion seines Verlages in Preußen gipfelte, gelang es ihm, die Werke der Autoren des Jungen Deutschland mit Erfolg zu verlegen. So wurde das Lied der Deutschen, von Hoffmann von Fallersleben, 1841 erstmals durch Campe veröffentlicht.
Campe wurde vor allem als Verleger von Heinrich Heine, aber auch von Karl Immermann, Ernst Raupach, Ludwig Börne und Friedrich Hebbel, Ludolf Wienbarg und Karl Gutzkow bekannt. Besonderes Geschick entwickelte er im Umgang mit der Zensur.
Julius Campe starb am 14. November 1867 in Hamburg und wurde dort zunächst auf dem Friedhof St. Petri bestattet. Er erhielt später eine Grablege auf dem Friedhof Ohlsdorf vor einem aufgrund einer testamentarischen Verfügung seines Sohnes Julius Heinrich Wilhelm Campe erbauten Grabmal.
Nach ihm ist der Julius-Campe-Preis benannt.

## Werke (Auswahl)
- Dreiundzwanzig Briefe von, an und über Heine : Heine und Campe. Gesellschaft der Bibliophilen. G. Müller, München, Leipzig 1913.
- Schillers politisches Vermächtniss : Ein Seitenstück zu Börnes Briefen aus Paris. 2. Aufl., Hoffmann und Campe, Hamburg 1832. Auch: Photomechanischer Nachdruck 1962.